# El baño en La Granja
El baño en La Granja es un óleo sobre lienzo realizado en el Palacio Real de la Granja de San Ildefonso por Joaquín Sorolla, conservado en el Museo Sorolla de Madrid. De dimensiones 83 cm x 106 cm, fue pintado durante el verano de 1907 con motivo de un viaje del pintor y su familia al Real Sitio donde Sorolla tenía que realizar el retrato de Alfonso XIII con uniforme de húsares.

## Historia
El rey se había instalado durante el verano en el Palacio Real de la Granja de San Ildefonso. Había encargado a Sorolla un retrato en pie y este aprovechó la estancia para realizar numerosas telas en un contexto diferente al de las escenas de playa que pintaba cerca de Valencia.
Aquí, según José Manuel Benito, el cuadro representa a Jesús y a Juliana Fernández y Pérez, hijos de quien estaba entonces a cargo del patrimonio del palacio de La Granja. Jesús (1903-1929) está desnudo en el primer plano. En el segundo plano está Juliana. Se mantiene apoyada al fondo sobre un tronco con ropa bajo sus brazos. Según fue publicado, los dos niños posaron una hora durante varios días para Sorolla, por 2,5 pesetas diarias y están representados en varios cuadros del pintor.